# Zezowate szczęście
Zezowate szczęście – polska czarno-biała komedia filmowa (komediodramat) z 1960 w reżyserii Andrzeja Munka, nakręcona na podstawie scenariusza Jerzego Stefana Stawińskiego. Film przedstawia losy Jana Piszczyka (Bogumił Kobiela), który przez wiele lat próbuje odnaleźć się w różnych rolach społecznych i politycznych, często bez powodzenia. Akcja obejmuje okres od rządów sanacji po stalinizm, ukazując perypetie bohatera w różnych sytuacjach życiowych. Piszczyk, pragnąc zadowolić otoczenie, wpada w absurdalne sytuacje, które demaskują mechanizmy konformizmu i oportunizmu w społeczeństwie. 
Film był różnie odbierany przez krytyków – jedni widzieli w nim ośmieszenie historii Polski, inni natomiast dostrzegli uniwersalną przypowieść o konieczności zachowania własnej podmiotowości. Z czasem Zezowate szczęście zyskało uznanie jako ostre spojrzenie na konformizm i oportunizm. Mnożyły się interpretacje wskazujące na inspiracje Munka – między innymi stylem filmowym Charliego Chaplina oraz groteską Witolda Gombrowicza. Film został nagrodzony m.in. Syrenką Warszawską i doczekał się kontynuacji w formie filmu Obywatel Piszczyk  (1988) oraz adaptacji w postaci spektaklu teatralnego Piszczyk (2013). 

## Fabuła

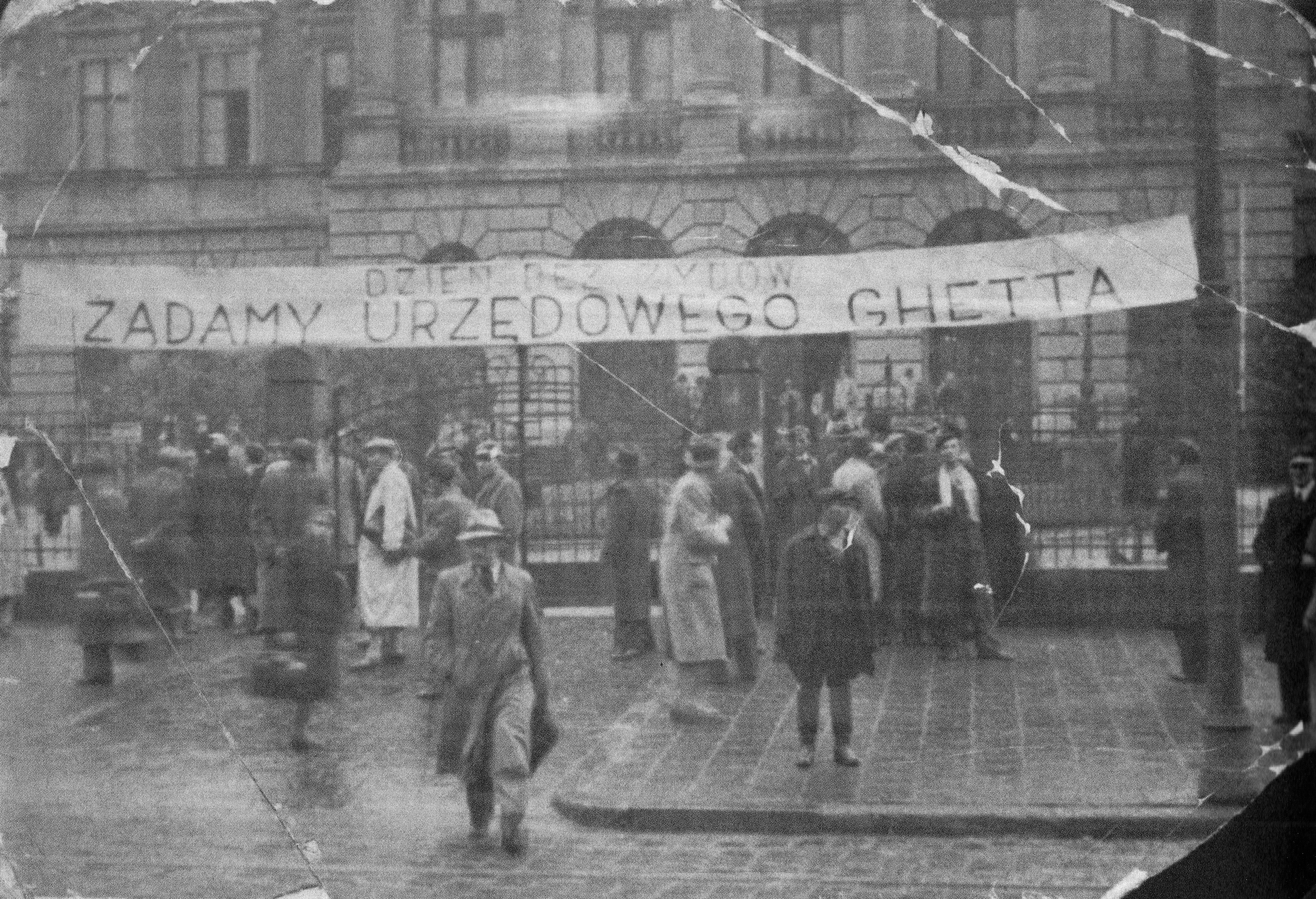
Manifestacja ONR na rzecz gett ławkowych dla Żydów w politechnice (1938). Jedna ze scen filmu przedstawia demonstrację antysemicką

Głównym bohaterem Zezowatego szczęścia jest Jan Piszczyk. Zwierza się on ze swoich dawnych perypetii naczelnikowi więzienia, do którego trafił i którego nie chce opuścić. Wspomnienia Piszczyka układają się w szereg epizodów.
Pierwszy epizod ukazuje dzieciństwo Piszczyka, spędzone pod opieką surowego ojca parającego się krawiectwem. Poniżany przez ojca Jan próbuje dowieść swojej wartości, gdy zaczyna uczęszczać do szkoły. Wtedy też po raz pierwszy awansuje na drabinie społecznej – staje się trębaczem w drużynie harcerskiej. Również wtedy przeżywa pierwszą życiową porażkę, kompromitując się podczas parady.
W kolejnym epizodzie swojego życia Piszczyk staje się studentem zakompleksionym z powodu wydatnego nosa. Zapisując się do studenckiej organizacji prorządowej, zyskuje szansę na udzielanie korepetycji, a więc również zdobywa zarobki umożliwiające kontynuację nauki. Jako korepetytor zatrudnia się u pani majorowej, nauczając jej córkę Jolę. Jednakże pewnej nocy, zagubiwszy się w tłumie demonstrantów – z jednej strony zwolenników sanacji, z drugiej zaś antysemickich nacjonalistów – zaczyna wykrzykiwać sprzeczne hasła. Gdy udziela w ferworze demonstracji wsparcia starej Żydówce, zostaje wzięty za Żyda i poturbowany, jednocześnie tracąc szansę na kolejne korepetycje.
Nie mogąc dalej studiować, Piszczyk próbuje tym razem zaistnieć jako wojskowy. Otrzymuje kartę powołania do szkoły podchorążych w Zegrzu – z datą stawienia się 30 września 1939 roku. Nie zważając na niebezpieczeństwo ze strony okupanta, dociera do Zegrza, gdzie w opustoszałych koszarach znajduje mundur podchorążego i zakłada go. Wtedy zostaje pojmany przez Niemców i trafia do jenieckiego obozu. Wciąż próbuje jednak odnaleźć się w nowo przybranej roli, konfabulując na temat rzekomych własnych osiągnięć na polu bitwy. Gdy jego kłamstwo zostaje zdemaskowane, Piszczyk po raz kolejny przeżywa życiową kompromitację.
Zhańbiony Piszczyk zatrudnia się w fabryce amunicji, jednak szybko zostaje zwolniony ze względu na zły stan zdrowia. Trafia pod opiekę dawnego kolegi Jelonka, któremu niegdyś zazdrościł ostróg oficerskich. Jelonek prowadzi handel na czarnym rynku, wciągając Piszczyka w nielegalny proceder. Jan nie bardzo jednak odnajduje się w roli spekulanta, toteż przywdziewa kolejną maskę – staje się konspiratorem w warszawskim ruchu oporu. Wkrótce zostaje zdemaskowany przez kolegę z jenieckiego obozu i ratuje się ucieczką.
Po wojnie Piszczyk zdobywa kolejny zawód. W Krakowie zrządzeniem losu zdobywa pracę w administracji, gorliwie wypełniając obowiązki urzędnika. Pnąc się po szczeblach biurokratycznej machiny kosztem swoich kolegów, za sprawą ich prowokacji zostaje aresztowany przez Urząd Bezpieczeństwa i wtrącony do więzienia.
Tutaj kończą się wspomnienia Piszczyka, który po kilku latach na mocy amnestii popaździernikowej zostaje zwolniony z więzienia. Jan jednak gwałtownie wzbrania się przed wyjściem na wolność i zostaje ostatecznie wyrzucony z zakładu karnego siłą.

## Obsada[10]
- Bogumił Kobiela – Jan Piszczyk
- Maria Ciesielska – Basia
- Helena Dąbrowska – biuralistka Wychówna
- Barbara Kwiatkowska – Jola
- Krystyna Karkowska – matka Joli
- Barbara Połomska – Zosia, żona Jelonka
- Tadeusz Bartosik – Wąsik
- Henryk Bąk – dyrektor
- Aleksander Dzwonkowski – Cezary Piszczyk
- Wojciech Lityński – Jan Piszczyk w dzieciństwie
- Kazimierz Opaliński – naczelnik więzienia
- Jerzy Pichelski – major Wrona-Wroński, ojciec Joli
- Adam Pawlikowski – podchorąży Osewski
- Wojciech Siemion – personalny Józef Kacperski
- Irena Stalończyk – Kropaczyńska
- Edward Dziewoński – Jelonek
- Wiesław Gołas – UB-ek
- Tadeusz Janczar – podchorąży Sawicki
- Wojciech Skibiński – podchorąży Krawczyk
- Stanisław Jaworski – zegarmistrz
- Zygmunt Listkiewicz – sierżant, którego Piszczyk pyta o drogę do Zegrza
- Zbigniew Cynkutis – oficer, którego Piszczyk pyta o drogę do Zegrza
- Maria Kaniewska – Anastazja Makulec
- Witold Sadowy – żołnierz w oflagu udający Hitlera
- Mariusz Dmochowski – oficer z UB
- Tadeusz Waczkowski(inne języki) – naczelnik Kozienicki
- Andrzej Krasicki – Witold Kropaczyński
- Roman Polański – korepetytor Joli
- Wojciech Pokora – podchorąży w obozie
- Leonard Pietraszak – konspirator
- Ewa Wiśniewska – studentka na wykładzie
- Jerzy Dobrowolski – protokolant w więzieniu
- Józef Nowak – Witold, szef siatki ruchu oporu
- Zdzisław Leśniak – mężczyzna w bramie
- Sława Przybylska – piosenkarka
- Ryszard Ronczewski – żołnierz wiozący „tajną broń”
- Roman Kłosowski – robiący interesy z Piszczykiem w restauracji
- Danuta Wodyńska – Julcia, służąca Wrona-Wrońskich
- Jakub Goldberg – żydowski kupiec z manekinem
- Karolina Borchardt – kobieta na przymiarce u ojca Piszczyka
- Leopold René Nowak – Franek, rikszarz wiozący Piszczyka i Jelonka
- Czesław Piaskowski – granatowy policjant w mieszkaniu Jelonka
- Krystyna Cierniak(inne języki) – dziewczyna w auli uniwersyteckiej
- January Krawczyk – konspirator
- Henryk Kucharski – żołnierz niemiecki przyłapujący Piszczyka na przymierzaniu munduru podchorążego
- Sylwester Przedwojewski – lekarz opatrujący Piszczyka w komendzie policji
- Witold Skaruch – nauczyciel młodego Piszczyka
- Kazimierz Stankiewicz – pasażer pociągu dźwigający na ramieniu kosz
- Stanisław Wyszyński – więzień oflagu
- Jan Tadeusz Stanisławski – zastępowy
- Michał Gazda

## Produkcja

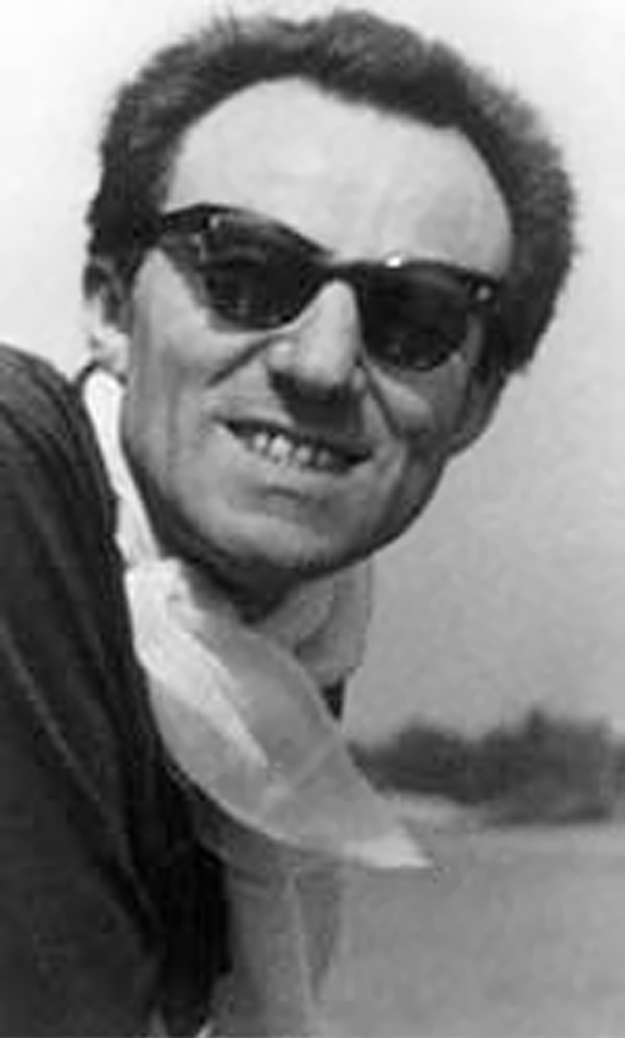
Andrzej Munk, reżyser filmu

### Scenariusz
Nakręciwszy dziejącą się podczas powstania warszawskiego Eroikę, Andrzej Munk zamierzał odejść od „ciężkich tematów” przezeń podejmowanych. Tym razem miał zamiar wyreżyserować film współczesny, „wesoły i rozrywkowy”. Napisanie scenariusza do nowego filmu Munk zlecił Jerzemu Stefanowi Stawińskiemu, który napisał niewielką książkę Sześć wcieleń Jana Piszczyka, przeznaczoną właśnie do adaptacji filmowej. Dzieło to opierało się na epizodach z biografii scenarzysty – od przedwojennego harcerstwa po powojenne biuro pisania podań. Zgodnie z zamówieniem Munka Stawiński podporządkował jednak te epizody postaci bohatera-narratora, któremu nadał nazwisko Piszczyk, odnalezione w słowniku. W powieści Stawińskiego, przyjmującej formę epistolarną, Piszczyk zwierza się anonimowemu Profesorowi. Tymczasem w scenariuszu przygotowanym dla Munka Jan opowiada o swoich przeżyciach strażnikowi więziennemu.
Rozciągająca się do ćwierćwiecza akcja przyszłego filmu nie do końca odpowiadała Munkowi, ponieważ wiązała się z ryzykiem podjęcia takich delikatnych tematów jak epoka stalinizmu. Reżyser jednak podjął się zadania adaptacji, przeznaczoną dla Kazimierza Rudzkiego rolę Piszczyka powierzając Bogumiłowi Kobieli. Munk również dokonał pewnych zmian w scenariuszu, zastępując jego oryginalny tytuł własnym – Zezowate szczęście. On sam także zadecydował, że poszczególne epizody z życia bohatera będą zainscenizowane w formie przypominającej różne konwencje filmu komediowego.
13 lutego 1959 roku projekt Zezowatego szczęścia został złożony Komisji Ocen Scenariuszy. Aleksander Ścibor-Rylski w swojej recenzji przedstawił bardzo pozytywną ocenę planowanego projektu, natomiast Aleksander Ford i Krzysztof Teodor Toeplitz mieli wątpliwości co do otwartej konstrukcji dzieła, zarzucając Munkowi i Stawińskiemu niedoprecyzowany portret Piszczyka. Toeplitz twierdził: „Jeżeli [Piszczyk] to jest pechowiec i prostak, to to jest film o polskim losie, ale jeżeli to jest koniunkturalista, to sytuacja się zmienia i zakończenie powinno mieć inne wymiary”. Wysłuchawszy opinii innych członków Komisji, wiceminister kultury i sztuki Tadeusz Zaorski uznał jednak scenariusz za obiecujący i zezwolił na skierowanie filmu do produkcji.

### Zdjęcia
Zdjęcia do filmu rozpoczęły się 21 kwietnia 1959 roku. Jako plenery do Zezowatego szczęścia wybrano między innymi Warszawę (ulicę Chmielną, dworce Warszawa Wschodnia i Zachodnia, dziedziniec Uniwersytetu Warszawskiego), Kraków (Planty, ulicę Franciszkańską, Nową Hutę), Łódź (ulicę Moniuszki) i Sieradz (więzienie). Celę więzienną natomiast wybudowano w wynajętej hali w Młocinach. Część scen zrealizowano z ogromną liczbą statystów, na przykład podczas manifestacji, łapanki na dworcu oraz nocnych scen ucieczki we wrześniu 1939 roku; na potrzeby tych ostatnich scen uformowano półkilometrową kolumnę wojska. W Zezowatym szczęściu wystąpili między innymi Maria Ciesielska jako Basia, Barbara Kwiatkowska jako Jola, Krystyna Karkowska w roli mamy Joli, Henryk Bąk odtwarzający rolę dyrektora, Wojciech Siemion jako Kacperski, a Jan Tadeusz Stanisławski wcielił się w rolę zastępowego. Małego Jana Piszczyka zagrał Wojciech Lityński, a rolę dyrektora więzienia otrzymał Kazimierz Opaliński, który grał wcześniej główną rolę w Człowieku na torze.

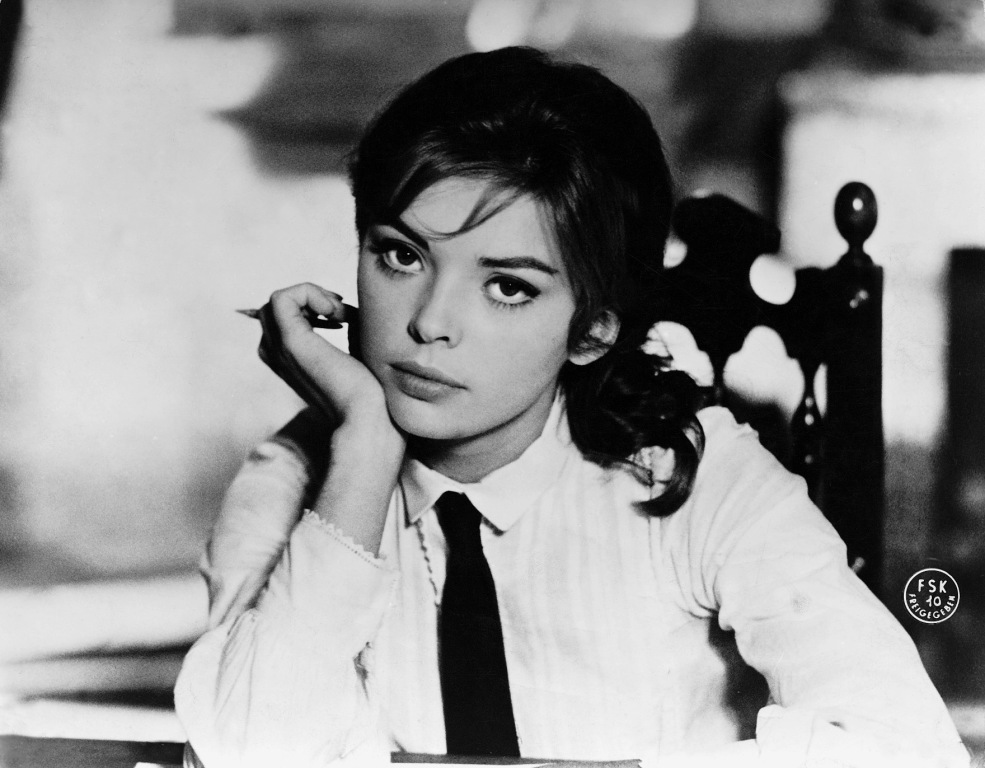
Barbara Kwiatkowska wystąpiła w roli Joli, miłości Piszczyka

Zdjęcia do filmu zrealizowało dwóch operatorów: Jerzy Lipman i Krzysztof Winiewicz, przy czym ten ostatni relacjonował, że atmosfera wokół projektu była beztroska. Reżyser jednak żałował, że nakręcony materiał rozminął się z początkowym celem, jaki Munk sobie postawił. Mimo to bronił swojego projektu. W rozmowie ze Stanisławem Janickim twierdził, że Zezowate szczęście „było przede wszystkim manifestacją postawy racjonalistycznej, trochę nawet sceptycznej” i służyło potwierdzeniu tezy, iż widz powinien „nie przyjmować bezkrytycznie sądów, które mają chwilowe poparcie większości, bądź które są dobrze widziane”.
Pod koniec 1959 roku ukończone zostały zdjęcia do Zezowatego szczęścia, jednakże kolaudacja była odkładana w czasie. Problemem był ostatni epizod pierwotnej wersji filmu, w którym napis przyczyniający się do upadku Piszczyka: „Ząb, zupa, dąb...”, mający dlań charakter antypaństwowy, był umieszczony na drzwiach toalety. W tej wersji filmu aresztowanie Piszczyka miało więc polityczne uzasadnienie. Dopiero w ostatecznej wersji filmu załączono scenę szaleństwa Piszczyka, w której za sprawą prowokacji kolegów z pracy odbierał on karabin strażnikowi; feralny napis natomiast pojawił się na gazetce ściennej. Oryginalne zakończenie filmu znajduje się w archiwach Filmoteki Narodowej, ale nie zostało nigdy uwzględnione w późniejszych reedycjach Zezowatego szczęścia.

## Odbiór

### Odbiór krytyczny
Premiera Zezowatego szczęścia odbyła się 4 kwietnia 1960 roku, a utwór Munka stał się w Polsce jednym z najgoręcej dyskutowanych filmów tego roku. Film początkowo podzielił krytyków. Andrzej Kijowski oburzał się, iż reżyser przedstawił w filmie postać „bohatera naszej tragicznej historii, a zarazem łajdaka ośmieszającego tę historię”. Z drugiej strony Stefan Morawski chwalił dzieło Munka i Stawińskiego za racjonalistyczny wywód, który opiera się na trafnym doborze środków formalnych. Z kolei Krzysztof Teodor Toeplitz, broniąc film przed atakiem ze strony Kijowskiego, dostrzegł w Zezowatym szczęściu kontynuację szkoły polskiej. Zdaniem Toeplitza Piszczyk reprezentuje postać komiczną, „amatora patetycznych gestów, który nie potrafi stanąć na wysokości swoich czasów”. Tymczasem Aleksander Jackiewicz odczytał w filmie Munka pogłębienie poetyki „komedii typu chaplinowskiego”. Główny ciężar krytyki spoczywał na rzekomej niekonsekwencji, jaką posługiwał się Munk w traktowaniu bohatera. Zdaniem krytyków takich jak Jerzy Płażewski przemieszanie elementów tragicznych i komicznych dawało „efekt pewnej dysharmonii, jakby Chaplina przeplatano Clairem, a Tatiego – Caprą”.

### Interpretacje

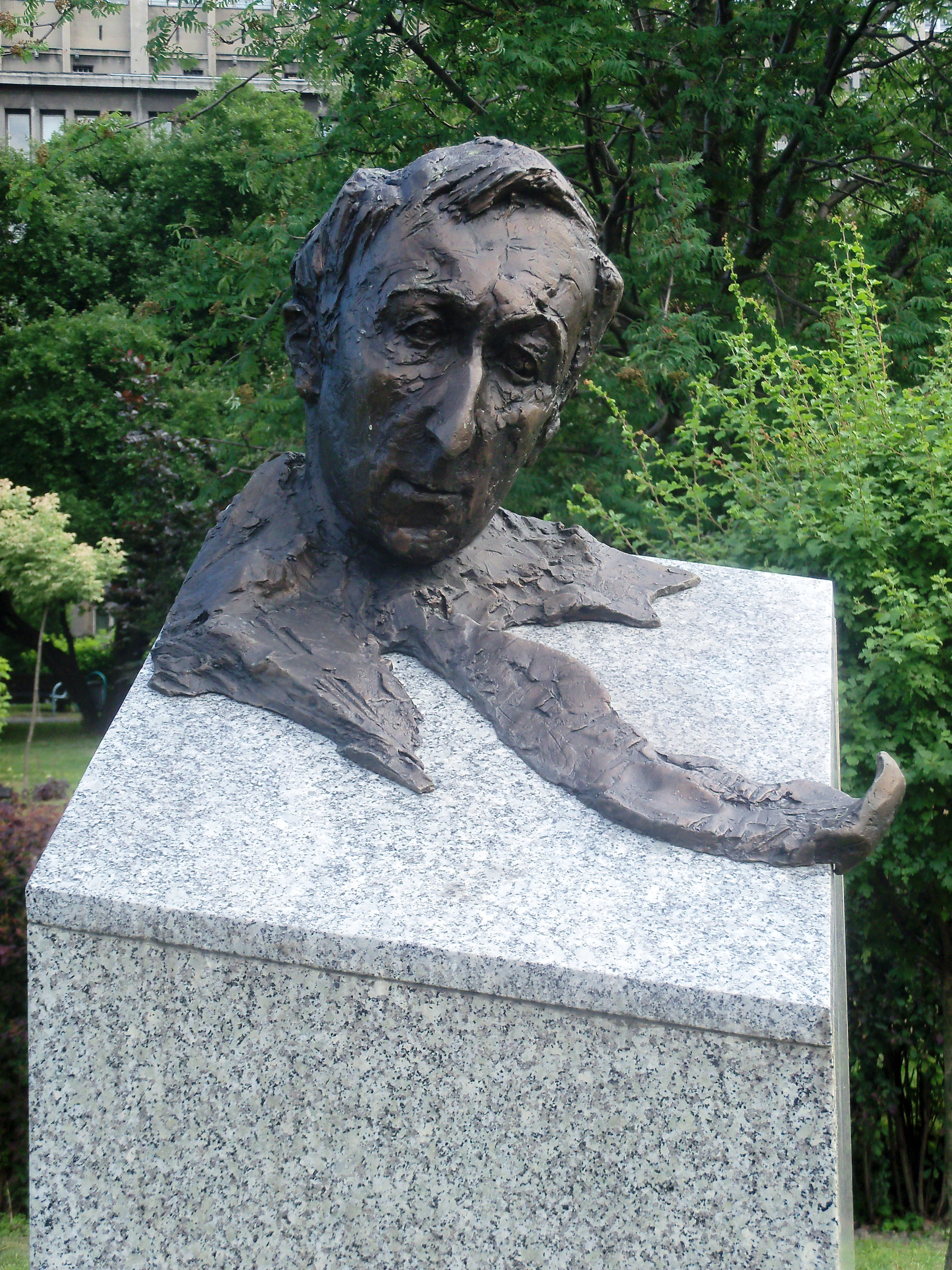
Rzeźba na placu Grunwaldzkim w Katowicach, przedstawiająca Bogumiła Kobielę

Dopiero po latach rzekomą dysharmonię filmu zaczęto postrzegać jako zaletę. Ewelina Nurczyńska-Fidelska w studium poświęconym reżyserowi zwróciła uwagę, że głównym źródłem inspiracji dla twórców mógł być Witold Gombrowicz, a kreacja Bogumiła Kobieli nadaje Piszczykowi zarówno cechy bezmyślnej, konformistycznej marionetki, jak i prawdziwego człowieka. Według Nurczyńskiej-Fidelskiej postać grana przez Kobielę chce być porządnym obywatelem, toteż dostosowuje się do każdej przemiany politycznej, lecz „pozbawiony własnych przekonań gubi się w zawiłościach gry”. Maryla Hopfinger w swym artykule poświęconym Zezowatemu szczęściu również podkreśliła związek filmu z groteską. Zdaniem Hopfinger Munk i Stawiński ukazali postępujący wraz z przemianami cywilizacyjnymi proces przystosowywania się społeczeństwa polskiego do burzliwych wydarzeń z półwiecza dziejów Polski, także w skrajnej konformistycznej odmianie, którą reprezentował Piszczyk.
Alicja Helman zauważyła pewną prawidłowość, jaka cechuje Piszczyka. W sytuacjach totalitarnych, w których zagrożona jest jego podmiotowość, staje się on konformistą. Natomiast wtedy, kiedy na tę podmiotowość mu się pozwala, jest on w stanie zachować się jak porządny obywatel. Przykładowo nie współpracuje z niemieckim okupantem, lecz wiąże się z ruchem oporu. Tadeusz Lubelski dopowiadał, że Piszczyk może liczyć na sympatię widza z tego powodu, iż jego konformizm jest motywowany chęcią umocnienia więzi ze wspólnotą, w której przebywa. Katarzyna Reszkowska w retrospektywnym artykule dla portalu Histmag przekonywała, że w wykonaniu Kobieli Piszczyk cechuje się ludzką autentycznością: „Piszczyk jest autentyczny nie dlatego, że jest głupi, tylko dlatego, że jest przeciętnym bohaterem, którego życie toczy się na tle najbardziej przełomowych dla Polski wydarzeń, nie z jego woli”.
Jan F. Lewandowski dostrzegł tematyczne podobieństwo pomiędzy Zezowatym szczęściem a Zeligiem (1983) w reżyserii Woody’ego Allena, którego bohater również nieustannie próbuje się dostosować do społeczeństwa. Zdaniem czeskiego krytyka Pavla Branki Zezowate szczęście jest „ostatnim filmem szkoły polskiej” dlatego, że:
nie mieści się w ramach wyrazistego, jasno sprecyzowanego profilu szkoły polskiej z jej orientacją na demityzację narodowej historii, której towarzyszy silne romantyczne współbrzmienie na poziomie filozoficznym i orientacja na kreację na poziomie konstrukcji. Munk jawi się raczej jako intelektualny, racjonalistyczny krytyk, tematycznie związany mniej z przeszłością niż z dniem dzisiejszym narodu polskiego, stylistycznie łączący tendencje dokumentalne z linią werystyczną włoskiego neorealizmu.

### Nagrody i wyróżnienia
Zezowate szczęście zostało uhonorowane dyplomem na Międzynarodowym Festiwalu Filmowym w Edynburgu, a także Syrenką Warszawską (nagrodą Klubu Krytyki Filmowej Stowarzyszenia Dziennikarzy Polskich) dla najlepszego filmu fabularnego.

## Nawiązania
W 1987 Andrzej Kotkowski nakręcił kontynuację losów Piszczyka zatytułowaną Obywatel Piszczyk. W głównej roli wystąpił Jerzy Stuhr. Natomiast w 2013 premierę w poznańskim Teatrze Polskim miał spektakl Piotra Ratajczaka pod tytułem Piszczyk, do którego tekst napisali Jan Czapliński i Piotr Rowicki. W rolę Piszczyka wcielił się Łukasz Chrzuszcz.